# Bojutsu
Bojutsu (棒術, bōjutsu), kan oversættes fra japansk som "stav teknik". Bojutsu er en japansk kampdisciplin, hvor stav-våbnet der anvendes i denne forbindelse kaldes for bō, der betyder "stav".  Stave som våben er formentlig en af de tidligste våbenarter, der blev anvendt af mennesket.[kilde mangler] Teknikker der anvendes i forbindelse med bō er slag, stød og 'sving'.
I dag praktiseres bōjutsu i forbindelse japansk budo for eksempel inden for den ældre form for kendo,[kilde mangler] kenjutsu,[kilde mangler] iai-jutsu[kilde mangler] og karate. 